# Leichtathletik-Weltmeisterschaften 2009/4 × 400 m der Frauen
Die 4-mal-400-Meter-Staffel der Frauen bei den Leichtathletik-Weltmeisterschaften 2009 wurde am 22. und 23. August 2009 im Olympiastadion der deutschen Hauptstadt Berlin ausgetragen.
Weltmeister wurden die Vereinigten Staaten in der Besetzung Debbie Dunn, Allyson Felix (Finale), Lashinda Demus (Finale) und Sanya Richards sowie den im Vorlauf außerdem eingesetzten Jessica Beard und Natasha Hastings.
Den zweiten Platz belegte Jamaika mit Rosemarie Whyte, Novlene Williams-Mills, Shereefa Lloyd und Shericka Williams (Finale) sowie der im Vorlauf außerdem eingesetzten Kaliese Spencer.
Bronze ging an Großbritannien in der Besetzung Lee McConnell, Christine Ohuruogu (Finale), Vicki Barr und Nicola Sanders sowie der im Vorlauf außerdem eingesetzten Jennifer Meadows.
Auch die nur im Vorlauf eingesetzten Läuferinnen erhielten entsprechendes Edelmetall. Rekorde und Bestleistungen standen dagegen nur den tatsächlich laufenden Athletinnen zu.

## Bestehende Rekorde
| Weltrekord | 3:15,17 min | Sowjetunion (Tazzjana Ljadouskaja, Olga Nasarowa, Marija Pinigina, Olha Bryshina) | OS in Seoul Südkorea        | 1. Oktober 1988 |
| WM-Rekord  | 3:16,71 min | USA (Gwen Torrence, Maicel Malone-Wallace, Natasha Kaiser-Brown, Jearl Miles)     | WM in Stuttgart Deutschland | 22. August 1993 |

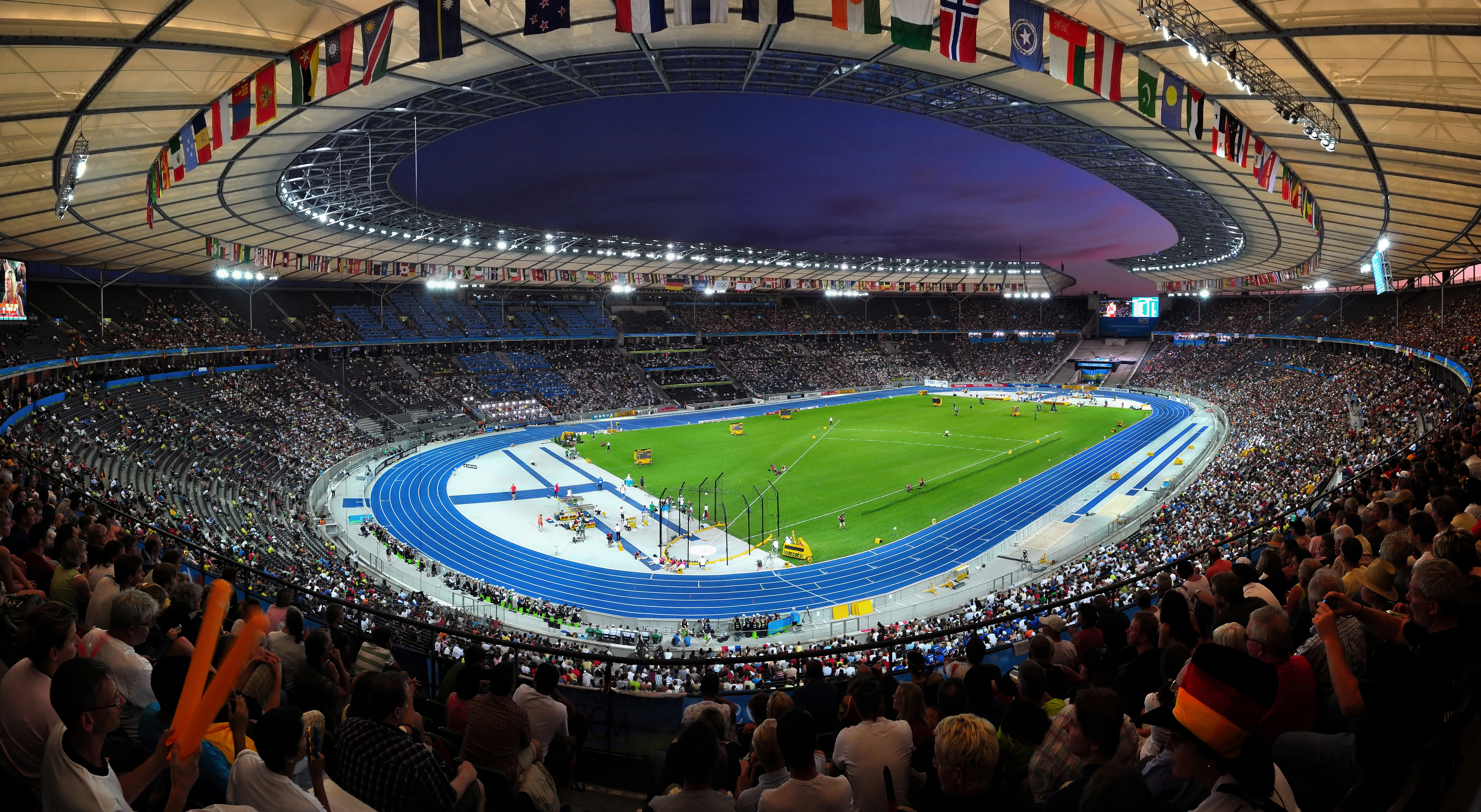
Das Berliner Olympiastadion während der Leichtathletik-Weltmeisterschaften

Der bestehende WM-Rekord wurde bei diesen Weltmeisterschaften nicht eingestellt und nicht verbessert.
Es gab eine Weltjahresbestleistung:
- 3:17,83 min – USA (Debbie Dunn, Allyson Felix, Lashinda Demus, Sanya Richards), Finale am 23. August

## Doping
Zwei Staffeln wurden aufgrund von Verstößen gegen die Antidopingbestimmungen jeweils einer ihrer Läuferinnen disqualifiziert:
- Russland hatte zunächst Bronze gewonnen. Doch die hier beteiligte Anastassija Kapatschinskaja zeigte sich bei Nachtests der Resultate von den Olympischen Spielen 2008 sowie der Weltmeisterschaften 2011 mit Turinabol und Stanozolol gedopt. Sie erhielt eine nachträgliche vierjährige Sperre, die im betreffenden Zeitraum erzielten Resultate wurden gestrichen. Davon betroffen war auch ihr hier erzielter siebter Rang über 400 Meter.[2] Die gedopte Läuferin wurde in der russischen Staffel im Vorlauf zwar nicht eingesetzt. Doch die Disqualifikation des russischen Teams bezieht sich auf die Staffel als Ganzes mit all ihren bei diesen Weltmeisterschaften erzielten Resultaten, also auch auf das Vorlaufergebnis.
- Die Ukraine war im Vorlauf ausgeschieden. Die Proben eines Nachtests der in diesem Team beteiligten Tetjana Petljuk waren positiv. Ihre Resultate über 800 Meter und mit der 4-mal-400-Meter-Staffel bei diesen Weltmeisterschaften wurden annulliert. Außerdem erhielt die Athletin eine zweijährige Sperre bis zum 19. Februar 2015.[3]

Leidtragende waren hier zwei Teams. Eine Staffel erhielt die zustehende Medaille erst mit großer Verspätung. Einer weiteren Mannschaft wurde der eigentlich zustehende Einzug ins Finale verwehrt. Unter Zugrundelegung der erzielten Resultate waren dies folgende Staffeln:
- Großbritannien bekam seine Bronzemedaille erst nach langer Zeit und konnte darüber hinaus nicht an der Siegerehrung teilnehmen.
- Kanada wäre über die Zeitregel im Finale dabei gewesen.

## Vorrunde
Die Vorrunde wurde in zwei Läufen durchgeführt. Die ersten drei Staffeln pro Lauf – hellblau unterlegt – sowie die darüber hinaus zwei zeitschnellsten Teams – hellgrün unterlegt – qualifizierten sich für das Halbfinale.

### Vorlauf 1
22. August 2009, 20:15 Uhr
| Platz | Staffel    | Besetzung                                                                     | Zeit (min)                                    |
| ----- | ---------- | ----------------------------------------------------------------------------- | --------------------------------------------- |
| 1     | USA        | Debbie Dunn Natasha Hastings (Vorlauf) Jessica Beard (Vorlauf) Sanya Richards | 3:29,31                                       |
| 2     | Nigeria    | Endurance Abinuwa Muizat Ajoke Odumosu Josephine Ehigie Folashade Abugan      | 3:29,60                                       |
| 3     | Frankreich | Virginie Michanol Aurélie Kamga Symphora Béhi Solen Désert-Mariller           | 3:29,60                                       |
| 4     | Australien | Pirrenee Steinert Madeleine Pape Caitlin Pincott Tamsyn Lewis                 | 3:38,80                                       |
| 5     | Italien    | Marta Milani Daniela Reina Maria Enrica Spacca Libania Grenot                 | 3:31,05                                       |
| 6     | Brasilien  | Geisa Aparecida Coutinho Emmily Pinheiro Sheila Ferreira Jaílma de Lima       | 3:31,41                                       |
| 7     | Mexiko     | Alejandra Cherizola Nallely Vela Ruth Grajeda Karla Dueñas                    | 3:40,03                                       |
| DSQ   | Bahamas    | Sasha Roll Shakeitha Henfield Rashan Brown Katrina Seymour                    | IAAF Rule 170.20 Aufstellungs-/ Wechselfehler |

### Vorlauf 2
22. August 2009, 20:25 Uhr
| Platz | Staffel        | Besetzung                                                                              | Zeit (min)                                     |
| ----- | -------------- | -------------------------------------------------------------------------------------- | ---------------------------------------------- |
| 1     | Jamaika        | Kaliese Spencer (Vorlauf) Shereefa Lloyd Rosemarie Whyte Novlene Williams-Mills        | 3:24,72                                        |
| 2     | Deutschland    | Fabienne Kohlmann Sorina Nwachukwu Esther Cremer Claudia Hoffmann                      | 3:25,08                                        |
| 3     | Großbritannien | Nicola Sanders Vicki Barr Jennifer Meadows (Vorlauf) Lee McConnell                     | 3:25,23                                        |
| 4     | Kuba           | Susana Clement (Vorlauf) Daisurami Bonne Zulia Calatayud Indira Terrero                | 3:27,36                                        |
| 5     | Kanada         | Esther Akinsulie Adrienne Power Jenna Martin Carline Muir                              | 3:29,17 eigentlich für das Finale qualifiziert |
| 6     | Japan          | Sayaka Aoki Asami Tanno Mayu Sato Satomi Kubokura                                      | 3:34,46                                        |
| DOP   | Russland       | Natalja Nasarowa (Vorlauf) Tatjana Firowa Natalja Antjuch (Vorlauf) Ljudmila Litwinowa | 3:23,80 für das Finale zugelassen              |
| DOP   | Ukraine        | Julija Baraley Tetjana Petljuk Anastassija Rabtschenjuk Antonina Jefremowa             | 3:30,76                                        |

## Finale

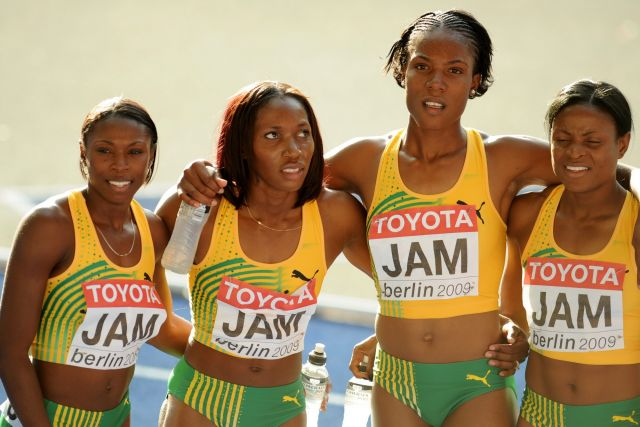
Die jamaikanische Silberstaffel (v. l. n. r.): Shericka Williams, Novlene Williams, Rosemarie Whyte and Shereefa Lloyd

23. August 2009, 17:50 Uhr
| Platz | Staffel        | Besetzung | Zeit (min) |
| ----- | -------------- | --- | ---------- |
| 1     | USA            | Debbie Dunn Allyson Felix (Finale) Lashinda Demus (Finale) Sanya Richards im Vorlauf außerdem: Jessica Beard Natasha Hastings                               | 3:17,83 WL |
| 2     | Jamaika        | Rosemarie Whyte Novlene Williams-Mills Shereefa Lloyd Shericka Williams (Finale) im Vorlauf außerdem: Kaliese Spencer                                       | 3:21,15    |
| 3     | Großbritannien | Lee McConnell Christine Ohuruogu (Finale) Vicki Barr Nicola Sanders im Vorlauf außerdem: Jennifer Meadows                                                   | 3:25,16    |
| 4     | Deutschland    | Fabienne Kohlmann Sorina Nwachukwu Esther Cremer Claudia Hoffmann                                                                                           | 3:27,61    |
| 5     | Nigeria        | Endurance Abinuwa Muizat Ajoke Odumosu Josephine Ehigie Folashade Abugan                                                                                    | 3:28,55    |
| 6     | Frankreich     | Virginie Michanol Aurélie Kamga Symphora Béhi Solen Désert-Mariller                                                                                         | 3:30,16    |
| 7     | Kuba           | Diosmely Peña (Finale) Daisurami Bonne Zulia Calatayud Indira Terrero im Vorlauf außerdem: Susana Clement                                                   | 3:36,9     |
| DOP   | Russland       | Anastassija Kapatschinskaja (Finale) Tatjana Firowa Ljudmila Litwinowa Antonina Kriwoschapka (Finale) im Vorlauf außerdem: Natalja Antjuch Natalja Nasarowa | 3:21,64    |

## Video
- Final 4x400 Women_World Championship Berlin2009, youtube.com, abgerufen am 7. Dezember 2020